# Leucostegia immersa
Leucostegia immersa là một loài dương xỉ trong họ Hypodematiaceae. Loài này được Wall. ex C. Presl mô tả khoa học đầu tiên năm 1836.